# Me quiero casar contigo
Me quiero casar contigo es una película española de comedia de 1951, dirigida por Jerónimo Mihura y protagonizada en los papeles principales por Virginia Keiley, Fernando Fernán Gómez y Elena Espejo.

## Sinopsis
Una vedette decide casarse con su prometido al cabo de ocho años de noviazgo. No obstante, ella se enamora del arquitecto que les diseña la casa y él de la dependienta de unos grandes almacenes.

## Reparto
- Fernando Fernán Gómez como Ramón
- Virginia Keiley como Laura
- Manolo Morán como	Roberto
- Elena Espejo como Rosita
- Ángel de Andrés como Andrés
- Pepe Isbert como Padre de Rosita
- María Bru como Madre de Rosita
- Luis Pérez de León como Gerente
- Concha López Silva como Tía de Rosita
- Rosita Valero como Vedette
- Jorge Greiner
- Sacha Goudine como Bailarina
- María Nicolau como Bailarina
- Buenaventura Basseda
- Rafael Calvo Gutiérrez
- Rafael Casañes
- Modesto Cid
- Pedro Mascaró
- Francisco Melgares
- Rosario Royo